# Terry Goddard
Terry Goddard (Samuel Pearson Godard III), né le 29 janvier 1947 à Tucson (États-Unis), est un homme politique américain, membre du Parti démocrate, maire de Phoenix de 1984 à 1990 et procureur général de l'Arizona de 2003 à 2011. 

## Biographie
Il est le fils de Samuel Pearson Goddard, gouverneur de l'Arizona de 1965 à 1967.

### Maire de Phoenix
Le 1er novembre 1983, Terry Goddard est élu maire de Phoenix avec 53.81 % des voix, il est par la suite largement réélu en 1985, 1987 et 1989.

### Procureur général de l'Arizona
Le 5 novembre 2002, il est élu procureur général de l'Arizona (en) avec 51,87 % des suffrages exprimés face au républicain Andrew P. Thomas (45 %) et au libertarien Edmund D. "Ed" Kahn (3,13 %). Le 7 novembre 2006, il est largement réélu à son poste avec plus de 60 % des suffrages exprimés face au républicain Bill Montgomery (en). L'Arizona ne possédant pas de lieutenant-gouverneur, c'est normalement au secrétaire d'État de l'Arizona que revient le poste de gouverneur mais le titulaire entre 2009 et 2011, Ken Bennett, n'ayant pas été élu, c'est donc à Goddard que serait revenu le poste de gouverneur si Jan Brewer était décédée, avait été destituée ou avait démissionné.

### Candidatures au poste de gouverneur
- 1990

En 1990, il remporte l'investiture démocrate pour le poste de gouverneur, mais il est finalement battu par le républicain Fife Symington lors de l'élection principale.
- 1994

En 1994, il est battu d'une courte tête par Eddie Basha Jr. (en) lors de la primaire démocrate.
- 2010

En 2010, avec 97 % des suffrages il remporte l'investiture démocrate et affronte la gouverneur républicaine sortante Jan Brewer en novembre suivant. Au départ largement devant dans les sondages face à Brewer, Terry Goddard est ensuite largement distancé. Il semblerait avoir été pénalisé par son opposition à la loi Arizona SB 1070 sur l'immigration.
Le 2 novembre 2010, Goddard est battu en obtenant seulement 42,47 % contre 54,33 % à Jan Brewer.